# Alkaphrah
Alkaphrah (Schreibweise der IAU),  auch Kappa Ursae Majoris, κ Ursae Majoris oder κ UMa (Bayer-Bezeichnung), ist ein etwa 360 Lichtjahre von der Sonne entfernter Doppelstern im Sternbild Großer Bär (Ursa Major) mit einer gemeinsamen scheinbaren Helligkeit von 3,55 mag.
Bei beiden Komponenten A und B des Systems κ Ursae Majoris handelt es sich um Hauptreihensterne der Spektralklasse A. Sie weisen Helligkeiten von 4,16 mag (κ UMa A = Alkaphrah) und von 4,54 mag (κ UMa B) auf und haben einen Winkelabstand von ca. 0,3 Bogensekunden.
Der Eigenname Alkaphra geht auf arabisch Al Ḳafzah „der Sprung“ zurück. Eine andere Bezeichnung des Sterns lautet Talitha Australis; das arabische Thalita bedeutet „Dritter (Sprung der Gazelle)“, das lateinische australis „südlich“. Talitha Borealis (von lateinisch borealis „nördlich“) ist die  korrespondierende Bezeichnung für den benachbarten Stern Iota Ursae Majoris.